# District de Sitapur
Le district de Sitapur  (en hindi : सीतापुर ज़िला, en ourdou : ستا پور ضلع) est un district de la division de Lucknow dans l'État de l'Uttar Pradesh en Inde.

## Géographie
La capitale du district est la ville de Sitapur. 
La superficie du district est de 5 743 km2 et la population était en 2011 de 4 483 992 habitants.